# 조피 도로테아 폰 하노버
하노버의 조피 도로테아(Sophie Dorothea von Hannover, 1687년 3월 16일 ~ 1757년 6월 28일)는 프로이센의 왕비로, 프리드리히 빌헬름 1세의 아내이다. 아버지는 하노버 선제후 게오르크(Georg Ludwig. 1714년에 그레이트브리튼의 하노버 왕가의 시조가 된 조지 1세)이며, 오빠는 조지 2세이다.

## 생애
1687년 하노버에서 선제후 게오르크와 그 아내 조피 도로테아 폰 첼레(Sophie Dorothea von Celle)의 외딸로 태어났다. 1707년 고모 조피 샤를로테의 아들이자 고종사촌인 프로이센의 왕자 프리드리히 빌헬름 1세과 결혼했다. 두 사람은 성격이 전혀 달랐고 사이도 좋지 않았으나 사이에 7남 7녀를 낳았다. 조피는 예술과 학문에 조예가 깊었고 그녀의 이러한 성향은 아들 프리드리히 2세에게도 영향을 끼쳤다.

## 자녀
| 사진 | 이름                                              | 생일             | 사망                    | 기타                                                           |
| ---- | ------------------------------------------------- | ---------------- | ----------------------- | -------------------------------------------------------------- |
|      | 프리드리히 루트비히                               | 1707년 11월 23일 | 1708년 5월 13일(6개월)  | 머리에 상처가 감염되어 요절.                                   |
|      | 브란덴부르크바이로이트 후작 부인 빌헬미네         | 1709년 7월 3일   | 1758년 10월 14일(49세)  | 브란덴부르크바이로이트 후작 프리드리히와 결혼, 1녀             |
|      | 프리드리히 빌헬름                                 | 1710년 8월 16일  | 1711년 7월 21일(11개월) | 쇼크로 요절.                                                   |
|      | 프리드리히                                        | 1712년 1월 24일  | 1786년 8월 17일(74세)   | 왕위 계승, 자녀 없음.                                          |
|      | 샤를로테 알베르틴                                 | 1713년 5월 5일   | 1714년 6월 10일(1세)    | 요절                                                           |
|      | 프레데리케 루이제                                 | 1714년 9월 28일  | 1784년 2월 4일(69세)    | 브란덴부르크안스바흐 후작 카를 빌헬름과 결혼, 2남              |
|      | 브라운슈바이크볼펜뷔텔 공작부인 필리피네 샤를로테 | 1716년 3월 13일  | 1801년 2월 17일(84세)   | 브라운슈바이크볼펜뷔텔 공작 카를 1세와 결혼, 5남 4녀           |
|      | 루트비히 카를 빌헬름                              | 1717년 5월 2일   | 1719년 8월 31일         | 요절                                                           |
|      | 조피아 도로테아                                   | 1719년 1월 25일  | 1765년 11월 13일(46세)  | 브란덴부르크슈베트 후작 프리드리히 빌헬름과 결혼, 2남 3녀      |
|      | 로비사 울리카                                     | 1720년 7월 24일  | 1782년 7월 2일(61세)    | 스웨덴 아돌프 프레드리크와 결혼, 4남 1녀                       |
|      | 프로이센의 아우구스트 빌헬름                      | 1722년 8월 9일   | 1758년 6월 12일(35세)   | 3남 1녀(이 중 장남은 후일 프리드리히 빌헬름 2세)               |
|      | 크베들린부르크 수녀원장 안나 아말리아             | 1723년 11월 9일  | 1787년 3월 30일(53세)   | 수녀원장, 미혼                                                 |
|      | 프로이센의 하인리히                               | 1726년 1월 18일  | 1802년 8월 3일(76세)    | 헤센카셀의 빌헬미나와 결혼, 자녀 없음.                         |
|      | 프로이센의 아우구스트 페르디난트                  | 1730년 5월 23일  | 1813년 5월 2일(82세)    | 브란덴부르크슈베트 후작 영애 엘리자베트 루이제와 결혼, 5남 2녀 |